# Park lotniczy
Park lotniczy – pododdział logistyczny bazy pułku lotniczego w Wojsku Polskim II Rzeczypospolitej.
W jego skład wchodziły między innymi  warsztaty remontowe oraz składnice materiałowe.
W lotnictwie II Rzeczypospolitej komendant parku sprawował nadzór nad sprzętem technicznym wszystkich jednostek organizacyjnych pułku lotniczego. Większość obsady parku stanowili pracownicy cywilni.